# Route 122 (Québec)
Die Route 122 ist eine Nationalstraße (Route nationale) der kanadischen Provinz Québec und führt durch die Verwaltungsregionen Montérégie und Centre-du-Québec.

## Streckenbeschreibung
Die 95 km lange Überlandstraße führt von Saint-Gérard-Majella in überwiegend östlicher Richtung über Drummondville nach Victoriaville. Sie beginnt als Abzweigung der Route 132 in Saint-Gérard-Majella – südlich des Sankt-Lorenz-Stroms, 80 km östlich von Montréal. Die ersten 35 km verläuft die Nationalstraße in südsüdöstlicher Richtung über Saint-Germain-de-Grantham nach Drummondville. Dort überquert sie den Rivière Saint-François und verläuft die folgenden 25 km in Richtung Ostnordost südlich der Autoroute 20 und parallel zu dieser nach Notre-Dame-du-Bon-Conseil. Dort wendet sich die Route 122 nach Osten und folgt die letzten 35 km zuerst dem Flusslauf des Rivière Nicolet Sud-Ouest nach Sainte-Clotilde-de-Horton und anschließend entlang dem Rivière Nicolet nach Victoriaville, wo sie als nordwestlicher Abzweig der Route 116 endet.
Die Route 122 stellt eine wichtige Straßenverbindung zwischen den Verwaltungszentren der regionalen Grafschaftsgemeinden Drummond (Drummondville) und Arthabaska (Victoriaville) dar.